# Ectroma koponeni
Ectroma koponeni är en stekelart som beskrevs av Trjapitzin 1989. Ectroma koponeni ingår i släktet Ectroma och familjen sköldlussteklar.
Artens utbredningsområde är Madeira. Inga underarter finns listade i Catalogue of Life.